# Aksel Lund Svindal

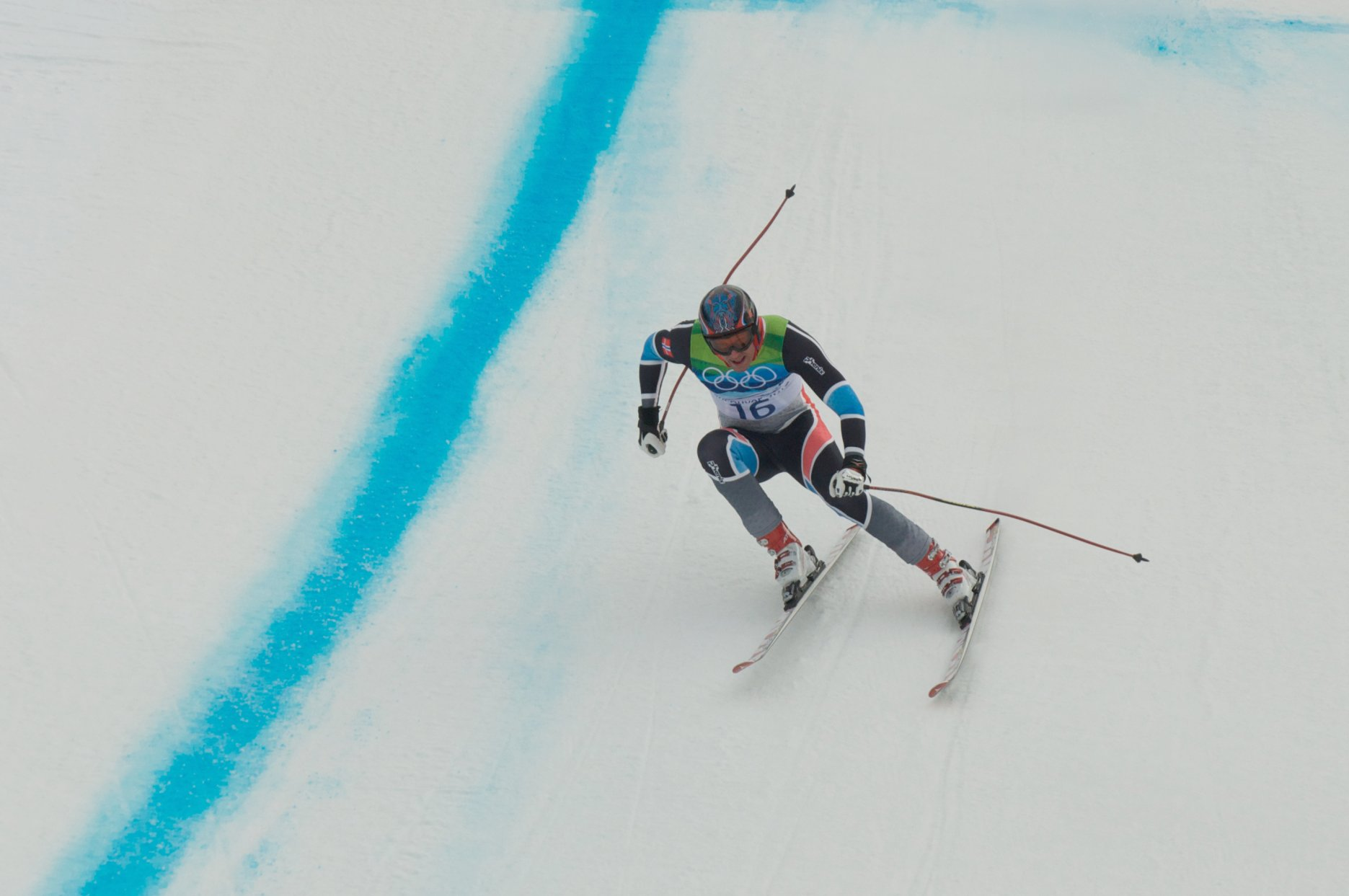
Svindal in actie tijdens de Olympische Winterspelen 2010.

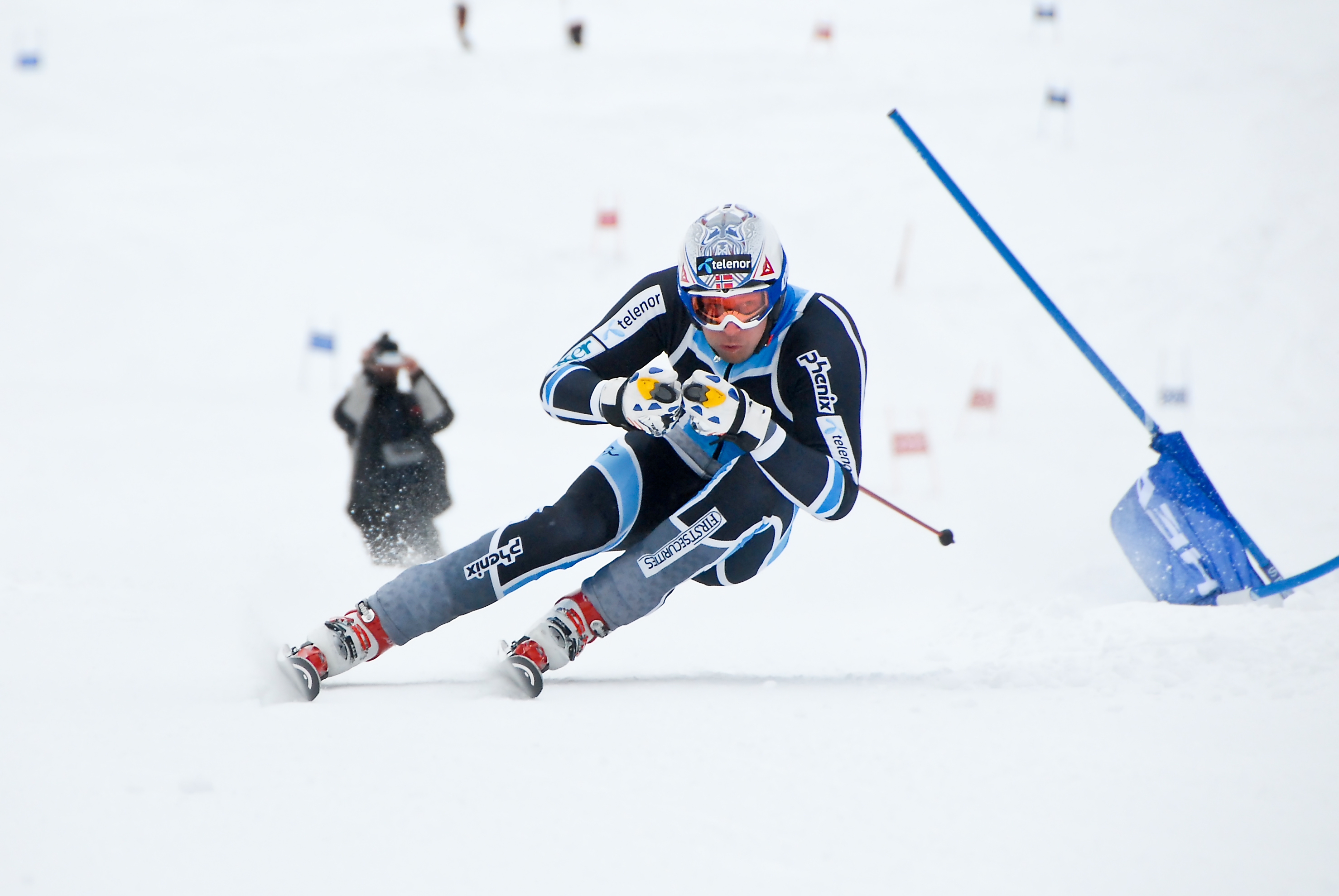
Svindal in actie tijdens een training.

Aksel Lund Svindal (Kjeller (Lørenskog), 26 december 1982) is een Noorse alpineskiër. Hij is een all-round alpineskiër met overwinningen in de reuzenslalom, Super-G en afdaling evenals op de combinatie. Enkel op de slalom is hij minder succesvol. Hij vertegenwoordigde zijn vaderland op de Olympische Winterspelen 2006, 2010, 2014 en 2018.

## Carrière
In 2002 werd hij wereldkampioen bij de junioren op de combinatie. Het volgende jaar nam hij deel aan de wereldkampioenschappen alpineskiën 2003 in Sankt Moritz, waar hij vijfde werd op de reuzenslalom. Twee jaar later, bij de wereldkampioenschappen alpineskiën 2005 in Bormio, werd hij tweede op de combinatie, na de Oostenrijker Benjamin Raich. Op 27 november 2005 boekte de Noor in Lake Louise zijn eerste wereldbekerzege. Tijdens de Olympische Winterspelen van 2006 in Turijn eindigde Svindal als vijfde op de super-g, als zesde op reuzenslalom en als 21e op de afdaling.
Op de wereldkampioenschappen alpineskiën 2007 in Åre veroverde hij twee gouden medailles: op de afdaling en de reuzenslalom. In het seizoen 2006/2007 boekte Svindal vijf overwinningen in wereldbekerwedstrijden. In dat seizoen won hij ook de algemene wereldbeker, nadat hij in het seizoen daarvoor tweede was geëindigd in die rangschikking. De Noor begon het seizoen 2007/2008 met overwinningen in Sölden en Lake Louise, zijn seizoen werd echter abrupt beëindigd door een zware val bij een afdalingstraining in Beaver Creek waardoor hij de rest van het seizoen uitgeschakeld was. Bij zijn terugkeer, in het seizoen 2008/2009, wist Svindal de afdaling en de super-g in Beaver Creek, waar hij een jaar eerder zwaar ten val kwam, op zijn naam te schrijven. In Val d'Isère nam de Noor deel aan de wereldkampioenschappen alpineskiën 2009, op dit toernooi sleepte hij de wereldtitel op de super-combinatie en de bronzen medaille op de super-g in de wacht. Aan het eind van het seizoen veroverde Svindal voor de tweede maal in zijn carrière de algemene wereldbeker. Tijdens de Olympische Winterspelen 2010 in Vancouver veroverde hij net als Bode Miller drie medailles, in alle kleuren. Svindal won goud op de super-g, zilver op de afdaling en brons op de reuzenslalom.
Op de wereldkampioenschappen alpineskiën 2011 in Garmisch-Partenkirchen prolongeerde Svindal zijn wereldtitel op de super-combinatie, daarnaast eindigde hij als vierde op de afdaling en als vijfde op de reuzenslalom. In Schladming nam de Noor deel aan de wereldkampioenschappen alpineskiën 2013. Op dit toernooi werd hij wereldkampioen op de afdaling, daarnaast behaalde hij de bronzen medaille op de super-g en eindigde hij als vierde op de reuzenslalom. Tijdens de Olympische Winterspelen van 2014 in Sotsji eindigde hij als vierde op de afdaling, als zevende op de super-g en als achtste op de supercombinatie.
Op de wereldkampioenschappen alpineskiën 2015 in Beaver Creek eindigde Svindal als zesde op zowel de afdaling als de super-g. Tijdens de Olympische Winterspelen van 2018 in Pyeongchang veroverde de Noor de gouden medaille op de afdaling, daarnaast eindigde hij als vijfde op de super-g.

## Resultaten

### Olympische Spelen
| Jaar | Plaats      | Resultaten                                                              |
| ---- | ----------- | ----------------------------------------------------------------------- |
| 2006 | Turijn      | 5e Super-G 6e Reuzenslalom 21e Afdaling DNF Super-Combinatie DNF Slalom |
| 2010 | Vancouver   | Super-G · Afdaling · Reuzenslalom · DNF Super-Combinatie                |
| 2014 | Sotsji      | 4e Afdaling 7e Super G 8e Super-Combinatie                              |
| 2018 | Pyeongchang | DNF Combinatie · Afdaling · 5e Super G                                  |

### Wereldkampioenschappen
| Jaar | Plaats       | Resultaten                                                                |
| ---- | ------------ | ------------------------------------------------------------------------- |
| 2003 | Sankt Moritz | 5e Reuzenslalom 22e Afdaling DNF1 Super G                                 |
| 2005 | Bormio       | Combinatie · 6e Reuzenslalom · 7e Afdaling · 7e Super-G · 12e Slalom      |
| 2007 | Åre          | Afdaling · Reuzenslalom · 5e Super-Combinatie · 13e Super-G · DNF1 Slalom |
| 2009 | Val-d'Isère  | Super-Combinatie · Super-G · 9e Reuzenslalom · 11e Afdaling               |
| 2011 | Garmisch-P.  | Super-Combinatie · 4e Reuzenslalom · 5e Afdaling · DNF Super G            |
| 2013 | Schladming   | Afdaling · Super G · 4e Reuzenslalom · DNF2 Supercombinatie               |
| 2015 | Beaver Creek | 6e Afdaling 6e Super G                                                    |
| 2019 | Åre          | Afdaling · 16e Super G                                                    |

### Wereldbeker
Eindklasseringen
| Seizoen   | Algm   | AD     | SL  | RS     | SG    | SC   |
| --------- | ------ | ------ | --- | ------ | ----- | ---- |
| 2002/2003 | 39e    | 58e    | 38e | 26e    | 23e   | 4e   |
| 2003/2004 | 19e    | 36e    | 41e | 19e    | 15e   | 6e   |
| 2004/2005 | 21e    | 30e    | 37e | 17e    | 11e   | -    |
| 2005/2006 | Zilver | 13e    | 13e | 10e    | Goud  | 7e   |
| 2006/2007 | Goud   | 7e     | 21e | Goud   | 5e    | Goud |
| 2007/2008 | 40e    | 45e    | 50e | 19e    | 22e   | -    |
| 2008/2009 | Goud   | 4e     | -   | 5e     | Goud  | 11e  |
| 2009/2010 | 4e     | 7e     | 54e | 8e     | Brons | 9e   |
| 2010/2011 | 4e     | 10e    | 59e | Zilver | 16e   | 5e   |
| 2011/2012 | Brons  | 6e     | -   | 11e    | Goud  | 5e   |
| 2012/2013 | Zilver | Goud   | 47e | 7e     | Goud  | 5e   |
| 2013/2014 | Zilver | Goud   | -   | 16e    | Goud  | 12e  |
| 2015/2016 | 5e     | Zilver | -   | 27e    | Brons | 9e   |
| 2016/2017 | 39e    | 15e    | -   | -      | 18e   | -    |
| 2017/2018 | Brons  | Zilver | -   | -      | Brons | -    |
| 2018/2019 | 20e    | 10e    | -   | -      | 7e    | -    |

Wereldbekerzeges
| Datum            | Plaats       | Onderdeel        |
| ---------------- | ------------ | ---------------- |
| 27 november 2005 | Lake Louise  | Super-G          |
| 15 maart 2006    | Åre          | Afdaling         |
| 30 november 2006 | Beaver Creek | Super-Combinatie |
| 21 december 2006 | Hinterstoder | Reuzenslalom     |
| 14 maart 2007    | Lenzerheide  | Afdaling         |
| 15 maart 2007    | Lenzerheide  | Super-G          |
| 17 maart 2007    | Lenzerheide  | Reuzenslalom     |
| 28 oktober 2007  | Sölden       | Reuzenslalom     |
| 25 november 2007 | Lake Louise  | Super-G          |
| 5 december 2008  | Beaver Creek | Afdaling         |
| 6 december 2008  | Beaver Creek | Super-G          |
| 1 maart 2009     | Åre          | Afdaling         |
| 18 december 2009 | Val Gardena  | Super-G          |
| 8 januari 2011   | Adelboden    | Reuzenslalom     |
| 27 november 2011 | Lake Louise  | Super-G          |
| 14 maart 2012    | Schladming   | Afdaling         |
| 24 november 2012 | Lake Louise  | Afdaling         |
| 25 november 2012 | Lake Louise  | Super-G          |
| 14 december 2012 | Val Gardena  | Super-G          |
| 25 januari 2013  | Kitzbühel    | Super-G          |
| 3 maart 2013     | Kvitfjell    | Super-G          |
| 1 december 2013  | Lake Louise  | Super-G          |
| 6 december 2013  | Beaver Creek | Afdaling         |
| 20 december 2013 | Val Gardena  | Super-G          |
| 29 december 2013 | Bormio       | Afdaling         |
| 28 november 2015 | Lake Louise  | Afdaling         |
| 29 november 2015 | Lake Louise  | Super-G          |
| 4 december 2015  | Beaver Creek | Afdaling         |
| 18 december 2015 | Val Gardena  | Super-G          |
| 19 december 2015 | Val Gardena  | Afdaling         |
| 16 januari 2016  | Wengen       | Afdaling         |
| 22 januari 2016  | Kitzbühel    | Super-G          |
| 2 december 2017  | Beaver Creek | Afdaling         |
| 16 december 2017 | Val Gardena  | Afdaling         |
| 19 januari 2018  | Kitzbühel    | Super-G          |
| 14 december 2018 | Val Gardena  | Super-G          |